# Michael Fagan
Michael Fagan (* 8. August 1948 in London) ist ein britischer Staatsbürger, der deshalb bekannt wurde, weil es ihm gelungen war, am frühen Morgen des 9. Juli 1982 in das Schlafzimmer von Königin Elisabeth II. im Buckingham Palace einzudringen.

## Leben
Michael Fagan wurde im Londoner Stadtteil Clerkenwell geboren. Er war der Sohn des Stahlbauers Ivy Fagan, der ein „Meister im Schlossknacken“ war. Außerdem hatte er zwei jüngere Schwestern namens Margaret und Elizabeth. Er besuchte 1955 die Compton Street School in Clerkenwell (heute St. Peter & St. Paul RC Primary School). Mit 18 Jahren verließ er 1966 sein Zuhause aufgrund seines Vaters, der laut Fagan gewalttätig war, und arbeitete als Maler und Dekorateur. Später hatte er mit seiner Frau Christine, die er 1972 heiratete, vier Kinder.
Nach seinem Einbruch im Juli 1982 im Buckingham Palace wurde Fagan von der Polizei festgenommen und auf richterlichen Beschluss für mehrere Monate in eine psychiatrische Klinik eingewiesen. Dort wurde er allerdings ohne eindeutige Diagnose wieder entlassen.

## In der Populärkultur
In der vierten Staffel der Fernsehserie The Crown spielte Tom Brooke Fagan in einer Version der Ereignisse, die in der Begegnung Fagans mit der Königin stark fiktionalisiert ist.
1983 sang Fagan eine Version des Sex-Pistols-Songs „God Save The Queen“ auf der LP „Never Mind The Bollocks 1983“ der Band The Bollock Brothers.